# Zhou Gong
Zhou Gong, noto anche come il Duca di Zhou ((周公T, Zhōu GōngP), il suo nome personale era Jī Dàn (姬旦T); ... – 1032 a.C. circa), è stato un condottiero e scrittore cinese fratello del Re dell'Antica Cina Zhou Wuwang che perì tre anni dopo la caduta della Dinastia Shang lasciando il disegno di consolidazione della nuova famiglia al Duca di Zhou che regnò in qualità di reggente.
Il Duca combatté contro i regnanti degli stati orientali che si erano alleati ai superstiti Shang. L'est venne conquistato in cinque anni. Secondo la leggenda cinese egli ha composto i 64 Esagrammi, completato il classico I-Ching (Libro dei Mutamenti), stabilito i Riti di Zhou e creato la Yayue, una sorta di musica classica.
Il Duca di Zhou assistette sia il Re Wu che il successivo Re Cheng (il figlio più giovane del Re Wu) governando la dinastia Zhou quale "Cancelliere" ante litteram con virtù. Egli stabilì dei codici di condotta per la vita di ogni giorno; infatti fu riverito come un santo da Confucio.
Nel 2004 alcuni archeologi cinesi hanno affermato d'aver trovato il luogo in cui riposa la salma di Zhou Gong presso la contea di Qishan, nella provincia di Shaanxi.